# Lode Bostoen
 (avril 2020).
Le contenu est difficilement compréhensible vu les erreurs de traduction, qui sont peut-être dues à l'utilisation d'un logiciel de traduction automatique.
Lode Bostoen (Bruges, 17 novembre 1931 - Bertem, 7 mars 2015) était un avocat et journaliste belge.

## Biographie

### Formation
Après les humanités gréco-latines au Sint-Lodewijkscollege de Bruges et au Klein Seminarie de Roulers, Lode Bostoen a étudié la philosophie, les lettres ( candidature ) et le droit (doctorat) à l'Université catholique de Louvain (1950-1955). En tant qu'étudiant, il a été rédacteur en chef et, à partir d'octobre 1953, successivement à Guido Van Hoof, rédacteur en chef d' Universitas , le magazine de l'Union catholique flamande des étudiants, dont le professeur de philosophie, Albert Dondeyne en était la force motrice.

### Carrière journalistique et éditoriale
À la suggestion de Van Hoof, devenu rédacteur en chef de l' hebdomadaire De Linie , publié par les Jésuites , Bostoen rejoint la rédaction du magazine en octobre 1955 en tant que docteur en droit, récemment diplômé. En janvier 1962, invité par le directeur de la rédaction, Luc Vandeweghe (alias E. Troch), il passe au journal " De Standaard " (ce que Van Hoof avait fait auparavant). Il y a travaillé pendant trois ans au ministère des Affaires étrangères et est devenu chef du service national en 1965 (qui comprenait également les rapports économiques et financiers jusqu'en 1971). Son travail était principalement celui de la coordination. Quand il écrivait, cela concernait généralement la politique de défense et les forces armées belges, où il dénonce la distorsion de la relation linguistique au sommet et le désavantage des officiers flamands dans les promotions.
Au printemps 1976, De Standaard est emporté par la faillite de NV Periodica, l'imprimerie de la société de presse qu'Albert De Smaele a agrandie. Afin de «maintenir les traditions de De Standaard » et de «veiller au maintien des effectifs» en cas de reprise , les rédacteurs ont fondé l'association à but non lucratif De Standaard le 9 juin 1976. Bostoen, dont l' avocat de l' association a créé celle-ci, est devenue membre du conseil d'administration. Il appartenait également au groupe de rédacteurs en chef de l'Intérieur et de l'Économie qui ont pris l'initiative de créer la NV Krantenfonds, avec l'intention de participer financièrement à une nouvelle maison d'édition. Il a également veillé à ce que De Standaard continue d'apparaître pendant ces jours mouvementés, avec de nombreuses réunions populaires et syndicales .
Le 29 juin 1976, Corelio (VUM) a repris De Standaard (ainsi que les journaux frères Het Nieuwsblad et De Gentenaar). Sur la base de la confiance et de l'appréciation dont il jouissait de la part de ses collègues pour son rôle pendant les semaines de crise, Bostoen a été nommé rédacteur en chef avec Manu Ruys (qui était rédacteur en chef politique avant la faillite, mais n'était pas éligible au poste de  rédacteur en chef unique car André Leysen, le président du comité exécutif de la VUM, a souhaité que le rédacteur en chef soit à la disposition permanente de la rédaction et de la direction, et Ruys n'a pas souhaité renoncer à son poste au service du rapport de synthèse de la Chambre des représentants ). Tous deux sont convenus que Ruys serait responsable des affaires politiques des journaux et Bostoen serait responsable de l'organisation de la rédaction, du recrutement, de la politique du personnel et de la gestion quotidienne du journal. À ce titre, Bostoen a principalement gardé la qualité journalistique, en particulier la stricte séparation des faits et des commentaires, et un reportage professionnel et correct - principes qui ont été ses références tout au long de sa carrière journalistique,.
Compte tenu du départ à la retraite de Ruys (juin 1989) et du «repositionnement» de De Standaard et Het Nieuwsblad-De Gentenaar , la structure du comité de rédaction a été modifiée à l'été 1989. Les deux journaux ont reçu leur propre rédaction (dirigée respectivement par Mark Deweerdt et Roger Schoemans). Bostoen est devenu rédacteur en chef général des journaux VUM et était responsable de la gestion des ressources humaines et du développement à long terme des magazines.
Parce qu'il n'a apparemment pas répondu aux attentes de l'éditeur  (Bostoen ne croyait pas aux techniques de gestion modernes et a également eu des difficultés avec la pression croissante de la direction commerciale pour maîtriser la politique éditoriale) - André Leysen a décidé de le remplacer à l'été 1991 en nommant Lou De Clerck, rédacteur en chef de Gazet van Antwerpen, et en lui donnant un poste de direction en dehors de la rédaction.
En 1994, Bostoen a accepté la demande de la direction de VUM de devenir rédacteur en chef de Het Volk, le journal du mouvement ouvrier chrétien qui avait été repris par la VUM, en attendant la nomination d'un jeune travailleur. Il a occupé ce poste jusqu'à sa retraite, le 1er décembre 1996.